# Eusora fenestrata
Eusora fenestrata är en insektsart som beskrevs av Ball 1902. Eusora fenestrata ingår i släktet Eusora och familjen dvärgstritar. Inga underarter finns listade i Catalogue of Life.